# 2002 no desporto

## Eventos

### Automobilismo
- 3 de março - Michael Schumacher vence o GP da Austrália,[1] mas a cena mais emblemática foi após a largada; largando na pole, Rubens Barrichello (Ferrari) fechou o caminho de Ralf Schumacher (Williams), para manter-se na frente, mas o alemão mediu mal o instante de iniciar a frenagem da curva 1 e acertou com violência na traseira do carro do piloto brasileiro. Além dos dois, seis outros pilotos abandonaram a prova por acabarem envolvidos no acidente: Giancarlo Fisihcella (Jordan), Felipe Massa (estreante) e Nick Heidfeld (dois Sauber), Jenson Button (Renault), Olivier Panis (BAR) e Allan McNish (Toyota) (ambos estreantes)[2] e três fatos marcaram a prova de abertura: a) Kimi Raikkonen {McLaren) vai ao pódio (3º lugar) pela primeira vez na carreira, na estreia de sua nova equipe; b) estreante na categoria, Mark Webber termina em 5º lugar e marca os primeiros 2 pontos na carreira e também o primeiro piloto australiano a pontuar no seu próprio país para delírio dos 127 mil torcedores nas arquibancadas do Albert Park e c) escuderia estreante na categoria, a Toyota marca o primeiro ponto com o 6º lugar de Mika Salo.[3]
- 17 de março - Felipe Massa termina em 6º lugar e marca o primeiro ponto na carreira no GP da Malásia.[4]
- 31 de março - Convidado no GP do Brasil para dar a bandeira quadriculada, Pelé acabou se distraiu olhando para trás e conversava e no momento mais importante, não acenou a quadriculada para o vencedor Michael Schumacher (Ferrari) e o 2º Ralf Schumacher (Williams). Com o vacilo do Atleta do Século, quem teve a glória de receber a bandeira quadriculada foi Takuma Sato (Jordan), o 9º colocado.[5]
- 12 de maio - Michael Schumacher vence o GP da Áustria, mas essa o piloto alemão não teve prazer de comemorar. Faltando três voltas para a finalização, a Ferrari ordenou Rubens Barrichello para ceder a troca de posição, fato que o brasileiro acatou entregando-a para seu companheiro de equipe na última volta e a poucos metros da linha de chegada. Esse ato causou má repercussão no autódromo, fazendo com que a FIA banisse e punisse as ordens de ultrapassagens dadas pelas equipes.[6]
- 26 de maio - Helio Castro Neves vence as 500 Milhas de Indianápolis pela segunda vez.[7]
- 21 de julho - Michael Schumacher vence o GP da França e torna-se pentacampeão mundial de Fórmula 1 com seis provas de antecedência.[8]
- 15 de setembro - Eddie Irvine conclui o GP da Itália em 3º lugar. É o 26º e último pódio na carreira e últimos quatro pontos na categoria também.
- 29 de setembro - Rubens Barrichello vence o GP dos Estados Unidos. A vitória faz o brasileiro vice-campeão da temporada.
- 1 de novembro - A Jaguar confirma oficialmente Antonio Pizzonia e Mark Webber na Fórmula 1 em 2003. Ele será o 26º piloto brasileiro a disputar a F-1. O amazonense é o primeiro piloto em 48 anos a ter nascido fora do eixo Sul-Sudeste do país.[9]
- 5 de novembro - Após quase 2 meses de silêncio, a Toyota confirma oficialmente Cristiano da Matta e o francês Olivier Panis para a temporada de 2003.[10]
- 13 de outubro - Com a vitória de Michael Schumacher no GP do Japão. O alemão torna-se o primeiro piloto na Fórmula 1 indo ao pódio em todas as 17 provas da temporada. Incluindo os dois últimos GPs da temporada anterior: Estados Unidos e Japão, num total de 19 pódios seguidos.[11]

### Futebol
- 10 de janeiro - É fundada a Associação Sportiva Sociedade Unida, clube de futebol do Rio Grande do Norte.
- 12 de maio - O Corinthians é campeão do Torneio Rio-São Paulo. O Timão é pentacampeão do torneio com a equipe comandada por Carlos Alberto Parreira.
- 15 de maio - O Corinthians é campeão da Copa do Brasil. É o segundo título do clube.
- 15 de maio - O Real Madrid ganha sua 9° Champions League derrotando o Bayer Leverkusen pelo placar de 2 a 1
- 31 de maio - Estreia da Copa do Mundo Japão/Coreia do Sul. No jogo de abertura, Senegal derrota a França por 1 a 0.
- 3 de junho - No jogo de estreia, o Brasil vence a Turquia pelo placar de 2 a 1.
- 30 de Junho - O Brasil vence a Alemanha por 2 a 0 e sagra-se Pentacampeã Mundial com dois gols de Ronaldo na final da Copa do Mundo.[12]
- 21 de julho - O Fluminense completa 100 anos de sua fundação.
- 15 de dezembro - O Santos vence o Corinthians por 3 a 2 no Morumbi e se sagra campeão brasileiro. No jogo de ida também no Morumbi, o peixe venceu pelo placar de 2 a 0.

### Xadrez
- O campeão do mundo de xadrez, Vladimir Kramnik, empata com o programa de computador Deep Fritz.

## Nascimentos
| Data            | Nome                | Profissão            | Nacionalidade  | Observações | Ref |
| --------------- | ------------------- | -------------------- | -------------- | ----------- | --- |
| 3 de janeiro    | Nico González       | futebolista          | Espanha        |             |     |
| 5 de janeiro    | Prudence Sekgodiso  | corredora            | África do Sul  |             |     |
| 9 de janeiro    | Piero Hincapié      | futebolista          | Equador        |             |     |
| 13 de janeiro   | Frederik Vesti      | Automobilista        | Dinamarca      |             |     |
| 17 de janeiro   | Rok Možič           | Vôleibolista         | Eslovênia      |             |     |
| 18 de janeiro   | Karim Adeyemi       | futebolista          | Alemanha       |             |     |
| 19 de janeiro   | Reinier             | futebolista          | Brasil         |             |     |
| 20 de janeiro   | Kalimuendo          | futebolista          | França         |             |     |
| 23 de janeiro   | Vitória Yaya        | futebolista          | Brasil         |             |     |
| 23 de janeiro   | Joško Gvardiol      | futebolista          | Croácia        |             |     |
| 23 de janeiro   | Nicola Zalewski     | futebolista          | Polónia Itália |             |     |
| 31 de janeiro   | Luke Browning       | automobilista        | Inglaterra     |             |     |
| 6 de fevereiro  | Lissandra Campos    | Saltadora            | Brasil         |             |     |
| 8 de fevereiro  | Enzo Elias          | Piloto               | Brasil         |             |     |
| 9 de fevereiro  | Mehmet Aydin        | futebolista          | Alemanha       |             |     |
| 11 de fevereiro | Liam Lawson         | automobilista        | Nova Zelândia  |             |     |
| 11 de fevereiro | Matías Galarza      | futebolista          | Paraguai       |             |     |
| 12 de fevereiro | Mohamed Ihattaren   | futebolista          | Países Baixos  |             |     |
| 15 de fevereiro | Kamaldeen Sulemana  | futebolista          | Gana           |             |     |
| 16 de fevereiro | Truls Möregårdh     | mesa-tenista         | Suécia         |             |     |
| 26 de fevereiro | Maarten Vandevoordt | futebolista          | Bélgica        |             |     |
| 28 de fevereiro | Gustavo Heide       | tenista              | Brasil         |             |     |
| 2 de março      | Eduardo Quaresma    | futebolista          | Portugal       |             |     |
| 3 de março      | Li Bingjie          | Nadadora             | China          |             |     |
| 3 de março      | Keely Hodgkinson    | Atleta               | Reino Unido    |             |     |
| 8 de março      | Christo Popov       | Badmínton            | França         |             |     |
| 16 de março     | Gabrielzinho        | Nadador Paralímpico  | Brasil         |             |     |
| 27 de março     | Sabrina Cass        | Esquiadora           | Brasil         |             |     |
| 29 de março     | Rayan Dutra         | Ginasta              | Brasil         |             |     |
| 3 de abril      | Caio Collet         | Automobilista        | Brasil         |             |     |
| 12 de abril     | Diogo Soares        | ginasta              | Brasil         |             |     |
| 12 de abril     | Gabriel Pirani      | Futebolista          | Brasil         |             |     |
| 30 de abril     | Randal Willars      | nadador              | México         |             |     |
| 30 de abril     | Lore Bruggeman      | skatista             | Bélgica        |             |     |
| 5 de maio       | Félix Dolci         | ginasta              | Canadá         |             |     |
| 6 de maio       | Cole Palmer         | futebolista          | Inglaterra     |             |     |
| 9 de maio       | Isabel Marie Gose   | nadadora             | Alemanha       |             |     |
| 10 de maio      | Matías Palacios     | futebolista          | Argentina      |             |     |
| 10 de maio      | Riley Dickinson     | Piloto               | Estados Unidos |             |     |
| 13 de maio      | Pedro Quintas       | skatista             | Brasil         |             |     |
| 16 de maio      | Ryan Gravenberch    | futebolista          | Holanda        |             |     |
| 16 de maio      | Kenneth Taylor      | futebolista          | Holanda        |             |     |
| 16 de maio      | Tomás Araújo        | futebolista          | Portugal       |             |     |
| 17 de maio      | Léon Marchand       | Nadador              | França         |             |     |
| 18 de maio      | Alina Zagitova      | Patinadora Artística | Rússia         |             |     |
| 18 de maio      | Murilo Sartori      | nadador              | Brasil         |             |     |
| 18 de maio      | John Kennedy        | futebolista          | Brasil         |             |     |
| 27 de maio      | Jérémy Doku         | futebolista          | Bélgica        |             |     |
| 27 de maio      | Gabri Veiga         | futebolista          | Espanha        |             |     |
| 31 de maio      | Sander Skotheim     | Atleta               | Noruega        |             |     |
| 5 de junho      | Jakub Kamiński      | futebolista          | Polónia        |             |     |
| 6 de junho      | Lani Pallister      | nadadora             | Austrália      |             |     |
| 7 de junho      | Tanguy Kouassi      | futebolista          | França         |             |     |
| 16 de junho     | Bruninha            | futebolista          | Brasil         |             |     |
| 16 de junho     | Jeremy Sarmiento    | futebolista          | Equador        |             |     |
| 16 de junho     | Tiago Tomás         | futebolista          | Portugal       |             |     |
| 19 de junho     | Nuno Mendes         | futebolista          | Portugal       |             |     |
| 22 de junho     | Gui Santos          | Basquetebolista      | Brasil         |             |     |
| 24 de junho     | Darlan Souza        | Vôleibolista         | Brasil         |             |     |
| 26 de junho     | Talles Magno        | futebolista          | Brasil         |             |     |
| 29 de junho     | Mhicaela Belen      | voleibolista         | Filipinas      |             |     |
| 2 de julho      | Sebastiano Esposito | futebolista          | Itália         |             |     |
| 2 de julho      | Luke Whitehouse     | Ginasta              | Reino Unido    |             |     |
| 12 de julho     | Nico Williams       | futebolista          | Espanha        |             |     |
| 13 de julho     | Déborah Medrado     | Ginasta Rítmica      | Brasil         |             |     |
| 19 de julho     | Fábio Silva         | futebolista          | Portugal       |             |     |
| 23 de julho     | Mohammed Al-Qahtani | Futebolista          | Arábia Saudita |             |     |
| 24 de julho     | Nicole Pircio       | Ginasta              | Brasil         |             |     |
| 25 de julho     | Adam Hložek         | Futebolista          | Chéquia        |             |     |
| 28 de julho     | Elena Kulichenko    | Atleta               | Chipre         |             |     |
| 28 de agosto    | Riquelme            | Futebolista          | Brasil         |             |     |
| 3 de setembro   | Gabriel Veron       | futebolista          | Brasil         |             |     |
| 5 de setembro   | Mafê Costa          | nadadora             | Brasil         |             |     |
| 13 de setembro  | Lauren Leal         | futebolista          | Brasil         |             |     |
| 14 de setembro  | Pape Matar Sarr     | futebolista          | Senegal        |             |     |
| 25 de setembro  | Gustavo Oliveira    | ciclista             | Brasil         |             |     |
| 8 de outubro    | Zheng Qinwen        | Tenista              | China          |             |     |
| 16 de outubro   | Jule Brand          | futebolista          | Alemanha       |             |     |
| 20 de outubro   | Yeremi Pino         | futebolista          | Espanha        |             |     |
| 31 de outubro   | Ansu Fati           | futebolista          | Espanha        |             |     |
| 10 de novembro  | Eduardo Camavinga   | futebolista          | França         |             |     |
| 13 de novembro  | Giovanni Reyna      | futebolista          | Estados Unidos |             |     |
| 18 de novembro  | Ana Luiza Caetano   | atiradora            | Brasil         |             |     |
| 24 de novembro  | Tarsis Orogot       | Atleta               | Uganda         |             |     |
| 25 de novembro  | Pedri               | futebolista          | Espanha        |             |     |
| 29 de novembro  | Yunus Musah         | futebolista          | Estados Unidos |             |     |
| 30 de novembro  | Ahmed Slimane       | futebolista          | Tunísia        |             |     |
| 2 de dezembro   | Anastasiia Gubanova | patinadora artística | Geórgia Rússia |             |     |
| 14 de dezembro  | Francisco Conceição | futebolista          | Portugal       |             |     |
| 18 de dezembro  | Maja Åskag          | atleta               | Suécia         |             |     |
| 31 de Dezembro  | Joe Scally          | futebolista          | Estados Unidos |             |     |

## Mortes
| Data            | Nome                    | Profissão           | Nacionalidade  | Observações | Ref    |
| --------------- | ----------------------- | ------------------- | -------------- | ----------- | ------ |
| 14 de fevereiro | Nándor Hidegkuti        | futebolista         | Hungria        | n. 1922     |        |
| 17 de maio      | Ladislao Kubala         | futebolista         | Hungria        | n. 1927     |        |
| 5 de julho      | Ted Williams            | Jogador de beisebol | Estados Unidos | n. 1918     | [ 13 ] |
| 13 de novembro  | Juan Alberto Schiaffino | futebolista         | Uruguai        | n. 1925     |        |
| 28 de novembro  | Mahicon Librelato       | futebolista         | Brasil         | n. 1981     |        |
| 28 de novembro  | Davey Boy Smith         | wrestler            | Inglaterra     | n. 1962     |        |